# 小行星6617
小行星6617（6617 Boethius）是一颗绕太阳运转的小行星，为主小行星带小行星。该小行星于1971年3月25日发现。

## 轨道参数
小行星6617的轨道半长轴为2.2096933 UA，离心率为0.138。